# سد سرن گراند

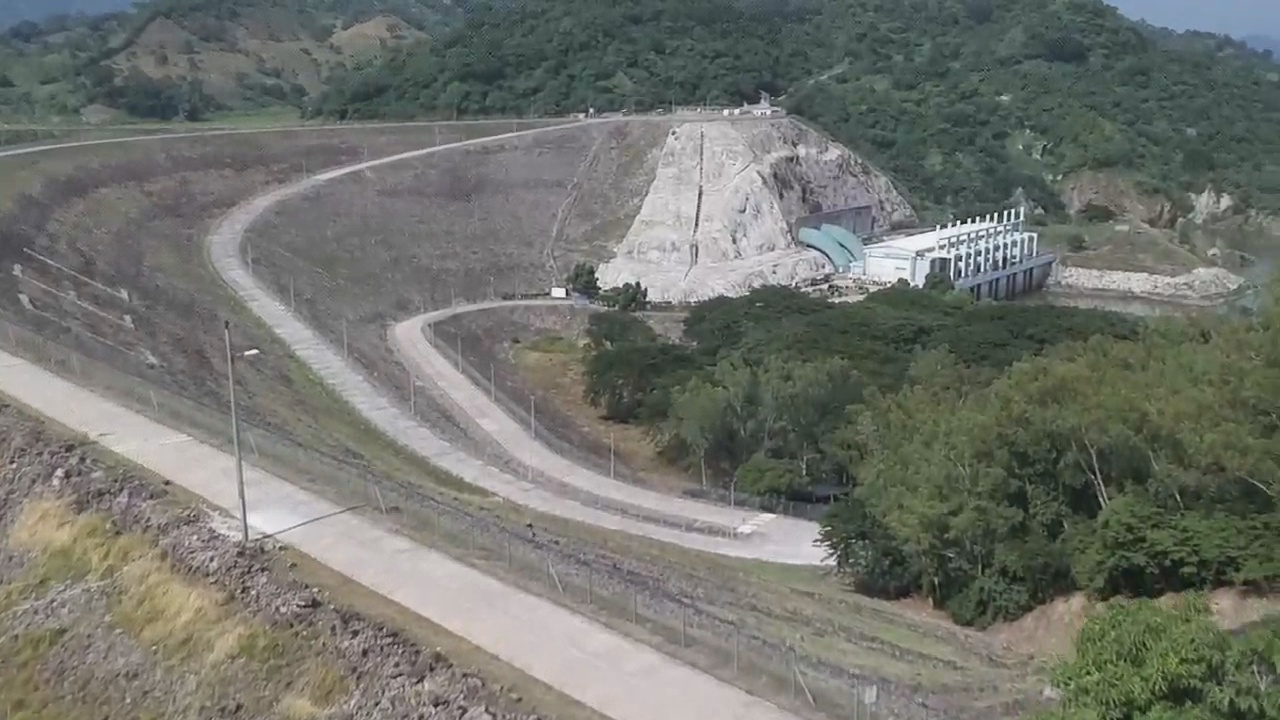
نمایی هوایی از بخشی از سد سرن گراند

سد سرن گراند (به اسپانیایی: Central hidroeléctrica Cerrón Grande) یک سد در السالوادور است که در Chalatenango Department واقع شده‌است.